# Cassel (Francia)
Cassel (in olandese Kassel) è un comune francese di 2 386 abitanti situato nel dipartimento del Nord nella regione dell'Alta Francia.

## Società

### Evoluzione demografica
Abitanti censiti

## Galleria d'immagini

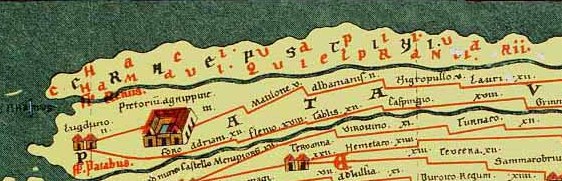
Dettaglio della Tavola Peutingeriana raffigurante il confine del Reno, con indicata la posizione di Castellum Menapiorum, Cassel.